# Forza (serie)

Logo della serie

Forza è una serie di videogiochi di simulazione di guida sviluppati da Turn 10 Studios e Playground Games e pubblicati da Xbox Game Studios per Xbox, Xbox 360, Xbox One, Xbox Series X/S e Microsoft Windows. I videogiochi si dividono nella più simulativa serie Motorsport,  sviluppata da Turn 10, e nella serie di impronta arcade Horizon,  sviluppata da Playground, con le corse che non sono più svolte in pista ma in un mondo open world, con cambiamenti dinamici giorno/notte, diversi tipi di terreno e uno scenario dall'approccio off road. Nel 2019 è uscito Forza Street, uno spin-off free-to-play disponibile per dispositivi iOS e Android, oltre che per Windows.

## Videogiochi

### SerieMotorsport
| Nome                     | Piattaforma     | Piattaforma | Anno |
| ------------------------ | --------------- | ----------- | ---- |
| Forza Motorsport         | Xbox            | Xbox        | 2005 |
| Forza Motorsport 2       | Xbox 360        | Xbox 360    | 2007 |
| Forza Motorsport 3       | Xbox 360        | Xbox 360    | 2009 |
| Forza Motorsport 4       | Xbox 360        | Xbox 360    | 2011 |
| Forza Motorsport 5       | Xbox One        | Xbox One    | 2013 |
| Forza Motorsport 6       | Xbox One        | Xbox One    | 2015 |
| Forza Motorsport 6: Apex | Windows         | Windows     | 2016 |
| Forza Motorsport 7       | Xbox One        | Windows     | 2017 |
| Forza Motorsport         | Xbox Series X/S | Windows     | 2023 |

### SerieHorizon
| Nome                                    | Piattaforma | Piattaforma     | Piattaforma   | Piattaforma | Anno |
| --------------------------------------- | ----------- | --------------- | ------------- | ----------- | ---- |
| Forza Horizon                           | Xbox 360    | Xbox 360        | Xbox 360      | Xbox 360    | 2012 |
| Forza Horizon 2                         | Xbox 360    | Xbox One        | Xbox One      | Xbox One    | 2014 |
| Forza Horizon 2 Presents Fast & Furious | Xbox 360    | Xbox One        | Xbox One      | Xbox One    | 2015 |
| Forza Horizon 3                         | Xbox One    | Windows         | Windows       | Windows     | 2016 |
| Forza Horizon 4                         | Xbox One    | Windows         | Windows       | Windows     | 2018 |
| Forza Horizon 5                         | Xbox One    | Xbox Series X/S | PlayStation 5 | Windows     | 2021 |

### Spin-off
| Nome          | Piattaforma | Piattaforma | Piattaforma | Anno |
| ------------- | ----------- | ----------- | ----------- | ---- |
| Forza Street  | Windows     | iOS         | Android     | 2019 |
| Forza Customs | iOS         | iOS         | Android     | 2023 |